# 1. Bundesliga 2011-12
La 1. Bundesliga 2011-12 fue la 49.ª edición de la Fußball-Bundesliga, la mayor competición futbolística de Alemania. La temporada se inició el 5 de agosto de 2011 y finalizó el 5 de mayo de 2012. Del 17 de diciembre de 2011 al 20 de enero de 2012 fue el descanso invernal.
Al ser calculado el Coeficiente UEFA de todos los países para la temporada 2012-13, en dicha clasificación Alemania ascendió del cuarto lugar al tercer lugar. De este modo, a partir de esta temporada, la Bundesliga obtuvo una plaza más para la fase de grupos de la Liga de Campeones de la UEFA 2012-13.
El Borussia Dortmund se coronó campeón y aseguró con Bayern de Múnich, Borussia Mönchengladbach y Schalke 04, los cupos para la Liga de Campeones de la UEFA. Asimismo, Bayer Leverkusen, VfB Stuttgart y Hannover 96 ocuparon las tres plazas para la Liga Europea de la UEFA 2012-13, el segundo torneo más importante a nivel de clubes en Europa. Asimismo, los clubes 1. FC Colonia y 1. FC Kaiserslautern descendieron a la 2. Bundesliga.  Hertha de Berlín también descendió a la 2. Bundesliga al perder en el play-off ante Fortuna Düsseldorf.
Hasta la temporada 2023/24, esta era la última vez que el Bayern Munich no fue campeón de la Bundesliga.

## Equipos

### Ascensos y descensos
| Pos | Descendidos de 1. Bundesliga |
| --- | ---------------------------- |
| 17º | Eintracht Fráncfort          |
| 18º | San Pauli                    |

| Pos | Ascendidos de 2. Bundesliga |
| --- | --------------------------- |
| 1º  | Hertha Berlín               |
| 2º  | FC Augsburgo                |

- El Borussia Mönchengladbach venció en la permanencia al VfL Bochum con un marcador global de 2 a 1.
- Tras quedar 2° en la 2. Bundesliga, el Augsburgo asciende a la 1. Bundesliga por primera vez en su historia.

### Información de los equipos
| Club                                       | Ciudad          | Entrenador        | Estadio              | Aforo  |
| ------------------------------------------ | --------------- | ----------------- | -------------------- | ------ |
| FC Augsburgo                               | Augsburgo       | Jos Luhukay       | SGL Arena            | 30.660 |
| Bayer Leverkusen                           | Leverkusen      | Sami Hyypiä       | BayArena             | 30.210 |
| Bayern Múnich                              | Múnich          | Jupp Heynckes     | Allianz Arena        | 69.000 |
| Borussia Dortmund                          | Dortmund        | Jürgen Klopp      | Signal Iduna Park    | 80.720 |
| Borussia Mönchengladbach                   | Mönchengladbach | Lucien Favre      | Borussia-Park        | 54.057 |
| FC Colonia                                 | Colonia         | Frank Schaefer    | RheinEnergieStadion  | 50.000 |
| SC Friburgo                                | Friburgo        | Christian Streich | Dreisamstadion       | 24.000 |
| Hamburgo SV                                | Hamburgo        | Thorsten Fink     | Imtech Arena         | 57.000 |
| Hannover 96                                | Hannover        | Mirko Slomka      | AWD-Arena            | 49.000 |
| Hertha Berlín                              | Berlín          | Otto Rehhagel     | Olympiastadion       | 74.244 |
| TSG Hoffenheim                             | Sinsheim        | Markus Babbel     | Rhein-Neckar-Arena   | 30.150 |
| 1. FC Kaiserslautern                       | Kaiserslautern  | Krasimir Balakov  | Fritz-Walter-Stadion | 49.780 |
| FSV Maguncia 05                            | Maguncia        | Thomas Tuchel     | Coface Arena         | 34.034 |
| FC Núremberg                               | Núremberg       | Dieter Hecking    | EasyCredit-Stadion   | 48.548 |
| Schalke 04                                 | Gelsenkirchen   | Huub Stevens      | Veltins-Arena        | 61.673 |
| VfB Stuttgart                              | Stuttgart       | Bruno Labbadia    | Mercedes-Benz Arena  | 60.300 |
| Werder Bremen                              | Bremen          | Thomas Schaaf     | Weserstadion         | 42.000 |
| VfL Wolfsburgo                             | Wolfsburgo      | Felix Magath      | Volkswagen Arena     | 30.000 |
| Datos actualizados el 15 de abril de 2012. |                 |                   |                      |        |

### Cambios de entrenadores
| Equipo               | Entrenador (jornadas)                                             |
| -------------------- | ----------------------------------------------------------------- |
| Schalke 04           | Ralf Rangnick (1-6) Josef Eichkorn (7) Huub Stevens (8-34)        |
| Hamburgo SV          | Michael Oenning (1-6) Rodolfo Cardoso (7-9) Thorsten Fink (10-34) |
| Hertha de Berlín     | Markus Babbel (1-17) Michael Skibbe (18-21) Otto Rehhagel (22-34) |
| SC Friburgo          | Marcus Sorg (1-17) Christian Streich (18-34)                      |
| TSG Hoffenheim       | Holger Stanislawski (1-16) Markus Babbel (17-34)                  |
| 1. FC Kaiserslautern | Marco Kurz (1-26) Krasimir Balakov (27-34)                        |
| Bayer Leverkusen     | Robin Dutt (1-28) Sami Hyypiä (29-34)                             |
| FC Colonia           | Ståle Solbakken (1-30) Frank Schaefer (31-34)                     |

### Equipos porländer
| Región                      | N.º | Equipos                                                                                 |
| --------------------------- | --- | --------------------------------------------------------------------------------------- |
| Renania del Norte-Westfalia | 5   | Bayer Leverkusen, Borussia Dortmund, Borussia Mönchengladbach, FC Colonia, y Schalke 04 |
| Baden-Wurtemberg            | 3   | SC Friburgo, TSG Hoffenheim y VfB Stuttgart                                             |
| Baviera                     | 3   | FC Augsburgo, Bayern Múnich y FC Núremberg                                              |
| Baja Sajonia                | 2   | Hannover 96 y VfL Wolfsburgo                                                            |
| Renania-Palatinado          | 2   | 1. FC Kaiserslautern y FSV Maguncia 05                                                  |
| Hamburgo                    | 1   | Hamburgo SV                                                                             |
| Bremen                      | 1   | Werder Bremen                                                                           |
| Berlín                      | 1   | Hertha Berlín                                                                           |

## Tabla de posiciones
|    | Equipo                   | PJ | PG | PE | PP | GF | GC | Dif. | Pts. |
| -- | ------------------------ | -- | -- | -- | -- | -- | -- | ---- | ---- |
| 1  | Borussia Dortmund (C)    | 34 | 25 | 6  | 3  | 80 | 25 | +55  | 81   |
| 2  | Bayern Múnich            | 34 | 23 | 4  | 7  | 77 | 22 | +55  | 73   |
| 3  | Schalke 04               | 34 | 20 | 4  | 10 | 74 | 44 | +30  | 64   |
| 4  | Borussia Mönchengladbach | 34 | 17 | 9  | 8  | 49 | 24 | +25  | 60   |
| 5  | Bayer Leverkusen         | 34 | 15 | 9  | 10 | 52 | 44 | +8   | 54   |
| 6  | Stuttgart                | 34 | 15 | 8  | 11 | 63 | 46 | +17  | 53   |
| 7  | Hannover 96              | 34 | 12 | 12 | 10 | 41 | 45 | -4   | 48   |
| 8  | Wolfsburgo               | 34 | 13 | 5  | 16 | 47 | 60 | -13  | 44   |
| 9  | Werder Bremen            | 34 | 11 | 9  | 14 | 49 | 58 | -9   | 42   |
| 10 | Núremberg                | 34 | 12 | 6  | 16 | 38 | 49 | -11  | 42   |
| 11 | Hoffenheim               | 34 | 10 | 11 | 13 | 41 | 47 | -6   | 41   |
| 12 | Friburgo                 | 34 | 10 | 10 | 14 | 45 | 61 | -16  | 40   |
| 13 | Maguncia 05              | 34 | 9  | 12 | 13 | 47 | 51 | -4   | 39   |
| 14 | Augsburgo                | 34 | 8  | 14 | 12 | 36 | 49 | -13  | 38   |
| 15 | Hamburgo                 | 34 | 8  | 12 | 14 | 35 | 57 | -22  | 36   |
| 16 | Hertha Berlín            | 34 | 7  | 10 | 17 | 38 | 64 | -26  | 31   |
| 17 | Colonia                  | 34 | 8  | 6  | 20 | 39 | 75 | -36  | 30   |
| 18 | Kaiserslautern           | 34 | 4  | 11 | 19 | 24 | 54 | -30  | 23   |

 PJ = Partidos jugados; PG = Partidos ganados; PE = Partidos empatados; PP = Partidos perdidos; GF = Goles anotados; GC = Goles recibidos; Dif. = Diferencia de gol; Pts. = Puntos
Orden de ubicación de los equipos: 1) Puntos; 2) Diferencia de gol; 3) Cantidad de goles anotados.
Ya que ambos finalistas de la DFB-Pokal 2011/12 (Borussia Dortmund y Bayern Múnich) se clasificaron para la Liga de Campeones 2012/13, las tres plazas para la Europa League [5) Fase de grupos; 6) Play-offs; 7) Tercera fase de clasificación] se distribuyeron según las posiciones finales en la liga.
|  | Campeón de la Bundesliga y clasificado a la Fase de grupos de la UEFA Champions League 2012-13.        |
|  | Clasificado a la Fase de grupos de la UEFA Champions League 2012-13.                                   |
|  | Clasificado a los Play-offs de la UEFA Champions League 2012-13.                                       |
|  | Clasificado a la Europa League 2012-13.                                                                |
|  | Participará por la permanencia en la 1. Bundesliga contra el tercer lugar de la 2. Bundesliga 2011/12. |
|  | Descendido a la 2. Bundesliga 2012/13.                                                                 |

### Evolución de las posiciones
| Equipo / Fecha  | 01  | 02  | 03  | 04  | 05  | 06  | 07  | 08  | 09  | 10  | 11  | 12  | 13  | 14  | 15  | 16  | 17  |
| --------------- | --- | --- | --- | --- | --- | --- | --- | --- | --- | --- | --- | --- | --- | --- | --- | --- | --- |
| Bayern Múnich   | 12° | 11° | 03° | 01° | 01° | 01º | 01º | 01º | 01º | 01º | 01º | 01º | 01º | 03° | 01º | 01º | 01º |
| Dortmund        | 03° | 07° | 06° | 06° | 11° | 11° | 08° | 06º | 03° | 02º | 03° | 02º | 02º | 01º | 02º | 02º | 02º |
| Schalke 04      | 17° | 06° | 04° | 02° | 06° | 09º | 05º | 04º | 06° | 03° | 02º | 05º | 04° | 05º | 04º | 03° | 03° |
| Mönchengladbach | 07° | 04° | 01° | 05° | 03° | 03º | 03° | 03° | 02° | 07° | 05° | 04° | 03° | 02º | 03° | 04° | 04° |
| Werder Bremen   | 05° | 08° | 05° | 03° | 02° | 02º | 02º | 02º | 05º | 06° | 04° | 03° | 05º | 04° | 05º | 05º | 05º |
| Leverkusen      | 16° | 12° | 09° | 08° | 04° | 07º | 11° | 09° | 08° | 09° | 08° | 08° | 07° | 06º | 06º | 06º | 06º |
| Hannover 96     | 06° | 02° | 02° | 04° | 09° | 05º | 06º | 05º | 07° | 04° | 07° | 06° | 08° | 08° | 08° | 08° | 07° |
| Stuttgart       | 01° | 03° | 10° | 12° | 10° | 06º | 07° | 07° | 04° | 05º | 06º | 07° | 06° | 07° | 07° | 07° | 08° |
| Hoffenheim      | 11° | 09° | 07° | 09° | 05° | 04º | 04º | 08° | 09° | 08° | 09° | 09° | 09° | 09° | 10° | 09° | 09° |
| Colonia         | 18° | 18° | 18° | 14° | 15° | 12° | 10° | 12° | 10° | 12° | 11° | 11° | 11° | 11° | 12° | 10° | 10º |
| Hertha Berlín   | 13° | 15° | 13° | 11° | 08° | 10º | 12° | 10° | 11° | 10° | 10° | 10° | 10° | 10° | 09° | 11° | 11º |
| Wolfsburgo      | 02° | 05° | 11° | 15° | 13° | 14° | 13° | 13° | 12° | 11° | 12° | 13° | 12° | 12° | 13° | 14° | 12º |
| Hamburgo        | 14° | 16° | 17° | 18° | 18° | 18° | 18° | 18° | 18° | 17° | 16° | 16° | 14° | 15° | 11° | 13° | 13º |
| Maguncia        | 04° | 01° | 08° | 07° | 12° | 13° | 14° | 14° | 15° | 15° | 15° | 14° | 15° | 13° | 14° | 12° | 14º |
| Núremberg       | 08° | 10° | 12° | 10° | 07° | 08º | 09° | 11° | 13° | 13° | 14° | 15° | 16° | 14° | 15° | 16° | 15º |
| Kaiserslautern  | 15° | 17° | 15° | 17° | 17° | 15° | 15° | 16° | 14° | 14° | 13° | 12° | 13° | 16° | 16° | 15° | 16° |
| Augsburgo       | 09° | 13° | 14° | 16° | 16° | 17° | 16° | 17° | 16° | 16° | 17° | 18° | 18° | 18° | 18° | 17° | 17° |
| Friburgo        | 10° | 14° | 16° | 13° | 14° | 16° | 17° | 15° | 17° | 18° | 18° | 17° | 17° | 17° | 17° | 18° | 18° |

| Equipo / Fecha  | 18  | 19  | 20  | 21  | 22  | 23  | 24  | 25  | 26  | 27  | 28  | 29  | 30  | 31  | 32  | 33  | 34  |
| --------------- | --- | --- | --- | --- | --- | --- | --- | --- | --- | --- | --- | --- | --- | --- | --- | --- | --- |
| Dortmund        | 02º | 02º | 01º | 01º | 01º | 01º | 01º | 01º | 01º | 01º | 01º | 01º | 01º | 01º | 01º | 01º | 01º |
| Bayern Múnich   | 01º | 01º | 02º | 02º | 03º | 02º | 02º | 02º | 02º | 02º | 02º | 02º | 02º | 02º | 02º | 02º | 02º |
| Schalke 04      | 03° | 03º | 03° | 04° | 04° | 04° | 04° | 04° | 04° | 03º | 03º | 03º | 03° | 03° | 03° | 03° | 03° |
| Mönchengladbach | 04° | 04° | 04° | 03º | 02º | 03º | 03º | 03º | 03º | 04° | 04° | 04° | 04° | 04° | 04° | 04° | 04° |
| Leverkusen      | 06º | 06º | 06º | 06º | 06º | 05º | 05º | 05º | 05º | 05º | 07° | 06º | 06º | 06° | 06° | 05° | 05º |
| Stuttgart       | 10° | 10° | 11° | 09° | 09° | 08° | 08° | 08° | 08° | 07° | 06º | 05° | 05° | 05° | 05° | 06° | 06º |
| Hannover 96     | 07° | 07° | 07° | 07° | 07° | 07° | 07° | 07° | 07° | 08° | 05º | 08° | 07° | 07° | 07° | 07° | 07º |
| Wolfsburgo      | 09° | 09° | 10° | 08° | 08° | 13° | 11° | 10° | 09° | 09° | 09° | 09° | 10° | 10° | 10° | 08° | 08º |
| Werder Bremen   | 05º | 05º | 05º | 05º | 05º | 06º | 06º | 06º | 06º | 06º | 08° | 07° | 08° | 08° | 08° | 09° | 09º |
| Núremberg       | 12° | 13° | 14° | 14° | 12° | 10° | 09° | 09° | 10° | 11° | 12° | 12° | 12° | 11° | 11° | 10° | 10º |
| Hoffenheim      | 08° | 08° | 08° | 11° | 10° | 09° | 10° | 12° | 12° | 10° | 10° | 10° | 09° | 09° | 09° | 11° | 11º |
| Friburgo        | 17° | 18° | 18° | 18° | 18° | 18° | 17° | 17° | 16° | 13° | 13° | 13° | 13° | 13° | 13° | 12° | 12º |
| Maguncia        | 15° | 12° | 13° | 13° | 13° | 11° | 12° | 11° | 11° | 12° | 11° | 11° | 11° | 12° | 12° | 13° | 13º |
| Augsburgo       | 18° | 17° | 17° | 17° | 17° | 15° | 16° | 15° | 15° | 15° | 14° | 15° | 15° | 15° | 15° | 15° | 14º |
| Hamburgo        | 14° | 11° | 12° | 10° | 11° | 12° | 13° | 14° | 14° | 16° | 15° | 14° | 14° | 14° | 14° | 14° | 15º |
| Hertha Berlín   | 13° | 15° | 15° | 15° | 15° | 16° | 15° | 16° | 17° | 17° | 17° | 17° | 17° | 17° | 17° | 17° | 16° |
| Colonia         | 11° | 14° | 09° | 12° | 14° | 14° | 14° | 13° | 13° | 14° | 16° | 16° | 16° | 16° | 16° | 16° | 17° |
| Kaiserslautern  | 16° | 16° | 16° | 16° | 16° | 17° | 18° | 18° | 18° | 18° | 18° | 18° | 18° | 18° | 18° | 18° | 18° |

## Resultados

### Primera rueda
| Borussia Dortmund | 3:1 (2:0) | Hamburgo                 | Signal Iduna Park   | 5 de agosto       | 20:30      | Sky Sports |
| Colonia           | 0:3 (0:1) | Wolfsburgo               | RheinEnergieStadion | 6 de agosto       | 15:30      | Sky Sports |
| Augsburgo         | 2:2 (0:0) | Friburgo                 | SGL Arena           | 6 de agosto       | 15:30      | Sky Sports |
| Stuttgart         | 3:0 (1:0) | Schalke 04               | Mercedes-Benz Arena | 6 de agosto       | 15:30      | Sky Sports |
| Hannover 96       | 4:0 (2:0) | Hoffenheim               | AWD-Arena           | 6 de agosto       | 15:30      | Sky Sports |
| Werder Bremen     | 2:0 (0:0) | Kaiserslautern           | Weserstadion        | 6 de agosto 15:30 | Sky Sports |            |
| Hertha Berlín     | 0:1 (0:0) | Núremberg                | Olympiastadion      | 6 de agosto       | 18:30      | Sky Sports |
| Maguncia 05       | 2:0 (1:0) | Bayer Leverkusen         | Coface Arena        | 7 de agosto       | 15:30      | Sky Sports |
| Bayern Múnich     | 0:1 (0:0) | Borussia Mönchengladbach | Allianz Arena       | 7 de agosto       | 17:30      | Sky Sports |

| Hoffenheim               | 1:0 (1:0) | Borussia Dortmund | Rhein-Neckar-Arena   | 13 de agosto | 15:30 | Sky Sports |
| Wolfsburgo               | 0:1 (0:0) | Bayern Múnich     | Volkswagen Arena     | 13 de agosto | 15:30 | Sky Sports |
| Schalke 04               | 5:1 (0:0) | Colonia           | Veltins-Arena        | 13 de agosto | 15:30 | Sky Sports |
| Friburgo                 | 1:2 (0:0) | Maguncia 05       | Mage Solar Stadion   | 13 de agosto | 15:30 | Sky Sports |
| Núremberg                | 0:2 (0:2) | Hannover 96       | EasyCredit-Stadion   | 13 de agosto | 15:30 | Sky Sports |
| Hamburgo                 | 2:2 (1:1) | Hertha Berlín     | Imtech Arena         | 13 de agosto | 15:30 | Sky Sports |
| Borussia Monchengladbach | 1:1 (0:1) | Stuttgart         | Borussia-Park        | 13 de agosto | 18:30 | Sky Sports |
| Kaiserslautern           | 1:1 (0:0) | Augsburgo         | Fritz Walter Stadion | 14 de agosto | 15:30 | Sky Sports |
| Bayer Leverkusen         | 1:0 (0:0) | Werder Bremen     | BayArena             | 14 de agosto | 17:30 | Sky Sports |

| Borussia Mönchengladbach | 4:1 (3:1) | Wolfsburgo       | Borussia-Park       | 19 de agosto | 20:30 | Sky Sports |
| Augsburgo                | 0:2 (0:1) | Hoffenheim       | SGL Arena           | 20 de agosto | 15:30 | Sky Sports |
| Stuttgart                | 0:1 (0:1) | Bayer Leverkusen | Mercedes-Benz Arena | 20 de agosto | 15:30 | Sky Sports |
| Bayern Múnich            | 5:0 (3:0) | Hamburgo         | Allianz Arena       | 20 de agosto | 15:30 | Sky Sports |
| Borussia Dortmund        | 2:0 (0:0) | Núremberg        | Signal Iduna Park   | 20 de agosto | 15:30 | Sky Sports |
| Werder Bremen            | 5:3 (2:1) | Friburgo         | Weserstadion        | 20 de agosto | 15:30 | Sky Sports |
| Colonia                  | 1:1 (1:1) | Kaiserslautern   | RheinEnergieStadion | 20 de agosto | 18:30 | Sky Sports |
| Maguncia 05              | 2:4 (2:0) | Schalke 04       | Coface Arena        | 21 de agosto | 15:30 | Sky Sports |
| Hannover 96              | 1:1 (1:0) | Hertha Berlín    | AWD-Arena           | 21 de agosto | 17:30 | Sky Sports |

| Hertha Berlín    | 1:0 (0:0) | Stuttgart                | Olympiastadion       | 26 de agosto | 20:30 | Sky Sports |
| Hamburgo         | 3:4 (1:1) | Colonia                  | Imtech Arena         | 27 de agosto | 15:30 | Sky Sports |
| Kaiserslautern   | 0:3 (0:1) | Bayern Múnich            | Fritz Walter Stadion | 27 de agosto | 15:30 | Sky Sports |
| Friburgo         | 3:0 (2:0) | Wolfsburgo               | Mage Solar Stadion   | 27 de agosto | 15:30 | Sky Sports |
| Núremberg        | 1:0 (0:0) | Augsburgo                | EasyCredit-Stadion   | 27 de agosto | 15:30 | Sky Sports |
| Hoffenheim       | 1:2 (1:1) | Werder Bremen            | Rhein-Neckar-Arena   | 27 de agosto | 15:30 | Sky Sports |
| Bayer Leverkusen | 0:0 (0:0) | Borussia Dortmund        | BayArena             | 27 de agosto | 18:30 | Sky Sports |
| Hannover 96      | 1:1 (1:1) | Maguncia 05              | AWD-Arena            | 28 de agosto | 15:30 | Sky Sports |
| Schalke 04       | 1:0 (0:0) | Borussia Monchengladbach | Veltins-Arena        | 28 de agosto | 17:30 | Sky Sports |

| Augsburgo                | 1:4 (1:2) | Bayer Leverkusen | SGL Arena           | 9 de septiembre  | 20:30 | Sky Sports |
| Borussia Dortmund        | 1:2 (0:0) | Hertha Berlín    | Signal Iduna Park   | 10 de septiembre | 15:30 | Sky Sports |
| Bayern Múnich            | 7:0 (3:0) | Friburgo         | Allianz Arena       | 10 de septiembre | 15:30 | Sky Sports |
| Maguncia 05              | 0:4 (0:2) | Hoffenheim       | Coface Arena        | 10 de septiembre | 15:30 | Sky Sports |
| Stuttgart                | 1:0 (1:0) | Hannover 96      | Mercedes-Benz Arena | 10 de septiembre | 15:30 | Sky Sports |
| Borussia Mönchengladbach | 1:0 (0:0) | Kaiserslautern   | Borussia-Park       | 10 de septiembre | 15:30 | Sky Sports |
| Werder Bremen            | 2:0 (0:0) | Hamburgo         | Weserstadion        | 11 de septiembre | 18:30 | Sky Sports |
| Colonia                  | 1:2 (1:2) | Núremberg        | RheinEnergieStadion | 11 de septiembre | 15:30 | Sky Sports |
| Wolfsburgo               | 2:1 (1:1) | Schalke 04       | Volkswagen Arena    | 11 de septiembre | 17:30 | Sky Sports |

| Friburgo         | 1:2 (0:1) | Stuttgart                | Mage Solar Stadion   | 16 de septiembre | 20:30 | Sky Sports |
| Bayer Leverkusen | 1:4 (0:1) | Colonia                  | BayArena             | 17 de septiembre | 15:30 | Sky Sports |
| Hamburgo         | 0:1 (0:0) | Borussia Monchengladbach | Imtech Arena         | 17 de septiembre | 15:30 | Sky Sports |
| Núremberg        | 1:1 (0:1) | Werder Bremen            | EasyCredit-Stadion   | 17 de septiembre | 15:30 | Sky Sports |
| Hoffenheim       | 3:1 (2:0) | Wolfsburgo               | Rhein-Neckar-Arena   | 17 de septiembre | 15:30 | Sky Sports |
| Hertha Berlín    | 2:2 (0:1) | Augsburgo                | Olympiastadion       | 17 de septiembre | 15:30 | Sky Sports |
| Kaiserslautern   | 3:1 (1:1) | Maguncia 05              | Fritz Walter Stadion | 17 de septiembre | 18:30 | Sky Sports |
| Hannover 96      | 2:0 (0:0) | Borussia Dortmund        | AWD-Arena            | 18 de septiembre | 15:30 | Sky Sports |
| Schalke 04       | 0:2 (0:1) | Bayern Múnich            | Veltins-Arena        | 18 de septiembre | 17:30 | Sky Sports |

| Stuttgart                | 1:2 (1:0) | Hamburgo          | Mercedes-Benz Arena | 23 de septiembre | 20:30 | Sky Sports |
| Schalke 04               | 4:2 (1:1) | Friburgo          | Veltins-Arena       | 24 de septiembre | 15:30 | Sky Sports |
| Maguncia 05              | 1:2 (1:0) | Borussia Dortmund | Coface Arena        | 24 de septiembre | 15:30 | Sky Sports |
| Wolfsburgo               | 1:0 (0:0) | Kaiserslautern    | RheinEnergieStadion | 24 de septiembre | 15:30 | Sky Sports |
| Borussia Monchengladbach | 1:0 (0:0) | Núremberg         | Borussia-Park       | 24 de septiembre | 15:30 | Sky Sports |
| Augsburgo                | 0:0 (0:0) | Hannover 96       | SGL Arena           | 24 de septiembre | 15:30 | Sky Sports |
| Bayern Múnich            | 3:0 (2:0) | Bayer Leverkusen  | Allianz Arena       | 24 de septiembre | 18:30 | Sky Sports |
| Colonia                  | 2:0 (1:0) | Hoffenheim        | RheinEnergieStadion | 25 de septiembre | 15:30 | Sky Sports |
| Werder Bremen            | 2:1 (1:1) | Hertha Berlín     | Weserstadion        | 25 de septiembre | 17:30 | Sky Sports |

| Kaiserslautern    | 0:2 (0:0) | Stuttgart                | Fritz Walter Stadion | 30 de septiembre | 20:30 | Sky Sports |
| Borussia Dortmund | 4:0 (2:0) | Augsburgo                | Signal Iduna Park    | 1 de octubre     | 15:30 | Sky Sports |
| Bayer Leverkusen  | 3:1 (1:0) | Wolfsburgo               | BayArena             | 1 de octubre     | 15:30 | Sky Sports |
| Núremberg         | 3:3 (2:2) | Maguncia 05              | EasyCredit-Stadion   | 1 de octubre     | 15:30 | Sky Sports |
| Friburgo          | 1:0 (1:0) | Borussia Monchengladbach | Mage Solar Stadion   | 1 de octubre     | 15:30 | Sky Sports |
| Hoffenheim        | 0:0 (0:0) | Bayern Múnich            | Rhein-Neckar-Arena   | 1 de octubre     | 15:30 | Sky Sports |
| Hertha Berlín     | 3:0 (3:0) | Colonia                  | Olympiastadion       | 1 de octubre     | 18:30 | Sky Sports |
| Hannover 96       | 6:1 (3:0) | Werder Bremen            | AWD-Arena            | 2 de octubre     | 15:30 | Sky Sports |
| Hamburgo          | 1:2 (1:1) | Schalke 04               | Imtech Arena         | 2 de octubre     | 17:30 | Sky Sports |

| Werder Bremen            | 0:2 (0:1) | Borussia Dortmund | Weserstadion        | 14 de octubre | 20:30 | Sky Sports |
| Bayern Múnich            | 4:0 (3:0) | Hertha Berlín     | Allianz Arena       | 15 de octubre | 15:30 | Sky Sports |
| Maguncia 05              | 0:1 (0:0) | Augsburgo         | Coface Arena        | 15 de octubre | 15:30 | Sky Sports |
| Stuttgart                | 2:0 (0:0) | Hoffenheim        | Mercedes-Benz Arena | 15 de octubre | 15:30 | Sky Sports |
| Wolfsburgo               | 2:1 (1:0) | Núremberg         | Volkswagen Arena    | 15 de octubre | 15:30 | Sky Sports |
| Borussia Monchengladbach | 2:2 (0:1) | Bayer Leverkusen  | Borussia-Park       | 15 de octubre | 15:30 | Sky Sports |
| Schalke 04               | 1:2 (0:1) | Kaiserslautern    | Veltins-Arena       | 15 de octubre | 18:30 | Sky Sports |
| Friburgo                 | 1:2 (0:1) | Hamburgo          | Mage Solar Stadion  | 16 de octubre | 15:30 | Sky Sports |
| Colonia                  | 1:0 (0:0) | Hannover 96       | RheinEnergieStadion | 16 de octubre | 17:30 | Sky Sports |

| Augsburgo         | 1:1 (0:0) | Werder Bremen            | SGL Arena            | 21 de octubre | 20:30 | Sky Sports |
| Borussia Dortmund | 5:0 (3:0) | Colonia                  | Signal Iduna Park    | 22 de octubre | 15:30 | Sky Sports |
| Núremberg         | 2:2 (1:0) | Stuttgart                | EasyCredit-Stadion   | 22 de octubre | 15:30 | Sky Sports |
| Kaiserslautern    | 1:0 (0:0) | Friburgo                 | Fritz Walter Stadion | 22 de octubre | 15:30 | Sky Sports |
| Hoffenheim        | 1:0 (0:0) | Borussia Monchengladbach | Rhein-Neckar-Arena   | 22 de octubre | 15:30 | Sky Sports |
| Hertha Berlín     | 0:0 (0:0) | Maguncia 05              | Olympiastadion       | 22 de octubre | 15:30 | Sky Sports |
| Hamburgo          | 1:1 (0:1) | Wolfsburgo               | Imtech Arena         | 22 de octubre | 18:30 | Sky Sports |
| Bayer Leverkusen  | 0:1 (0:0) | Schalke 04               | BayArena             | 23 de octubre | 15:30 | Sky Sports |
| Hannover 96       | 2:1 (1:0) | Bayern Múnich            | AWD-Arena            | 23 de octubre | 17:30 | Sky Sports |

| Friburgo                 | 0:1 (0:1) | Bayer Leverkusen  | Mage Solar Stadion  | 28 de octubre | 20:30 | Sky Sports |
| Bayern Múnich            | 4:0 (3:0) | Núremberg         | Allianz Arena       | 29 de octubre | 15:30 | Sky Sports |
| Schalke 04               | 3:1 (1:0) | Hoffenheim        | Veltins-Arena       | 29 de octubre | 15:30 | Sky Sports |
| Stuttgart                | 1:1 (1:1) | Borussia Dortmund | Mercedes-Benz Arena | 29 de octubre | 15:30 | Sky Sports |
| Wolfsburgo               | 2:3 (1:2) | Hertha Berlín     | Volkswagen Arena    | 29 de octubre | 15:30 | Sky Sports |
| Borussia Mönchengladbach | 2:1 (1:1) | Hannover 96       | Borussia-Park       | 29 de octubre | 15:30 | Sky Sports |
| Maguncia 05              | 1:3 (1:1) | Werder Bremen     | Coface Arena        | 29 de octubre | 18:30 | Sky Sports |
| Colonia                  | 3:0 (2:0) | Augsburgo         | RheinEnergieStadion | 30 de octubre | 15:30 | Sky Sports |
| Hamburgo                 | 1:1 (0:1) | Kaiserslautern    | Imtech Arena        | 30 de octubre | 17:30 | Sky Sports |

| Maguncia 05       | 3:1 (0:0) | Stuttgart                | Coface Arena       | 4 de noviembre | 20:30 | Sky Sports |
| Borussia Dortmund | 5:1 (2:0) | Wolfsburgo               | Signal Iduna Park  | 5 de noviembre | 15:30 | Sky Sports |
| Werder Bremen     | 3:2 (0:2) | Colonia                  | Weserstadion       | 5 de noviembre | 15:30 | Sky Sports |
| Núremberg         | 1:2 (1:1) | Friburgo                 | EasyCredit-Stadion | 5 de noviembre | 15:30 | Sky Sports |
| Hoffenheim        | 1:1 (1:0) | Kaiserslautern           | Rhein-Neckar-Arena | 5 de noviembre | 15:30 | Sky Sports |
| Hertha Berlín     | 1:2 (1:1) | Borussia Mönchengladbach | Olympiastadion     | 5 de noviembre | 15:30 | Sky Sports |
| Bayer Leverkusen  | 2:2 (2:1) | Hamburgo                 | BayArena           | 5 de noviembre | 18:30 | Sky Sports |
| Hannover 96       | 2:2 (1:1) | Schalke 04               | AWD-Arena          | 6 de noviembre | 15:30 | Sky Sports |
| Augsburgo         | 1:2 (0:2) | Bayern Múnich            | SGL Arena          | 6 de noviembre | 17:30 | Sky Sports |

| Kaiserslautern           | 0:2 (0:0) | Bayer Leverkusen  | Fritz Walter Stadion | 18 de noviembre | 20:30 | Sky Sports |
| Schalke 04               | 4:0 (2:0) | Núremberg         | Veltins-Arena        | 19 de noviembre | 15:30 | Sky Sports |
| Friburgo                 | 2:2 (0:2) | Hertha Berlín     | Mage Solar Stadion   | 19 de noviembre | 15:30 | Sky Sports |
| Wolfsburgo               | 4:1 (2:1) | Hannover 96       | Volkswagen Arena     | 19 de noviembre | 15:30 | Sky Sports |
| Borussia Mönchengladbach | 5:0 (3:0) | Werder Bremen     | Borussia-Park        | 19 de noviembre | 15:30 | Sky Sports |
| Bayern Múnich            | 0:1 (0:0) | Borussia Dortmund | Allianz Arena        | 19 de noviembre | 18:30 | Sky Sports |
| Stuttgart                | 2:1 (1:0) | Augsburgo         | Mercedes-Benz Arena  | 20 de noviembre | 15:30 | Sky Sports |
| Hamburgo                 | 2:0 (1:0) | Hoffenheim        | Imtech Arena         | 20 de noviembre | 17:30 | Sky Sports |
| Colonia                  | 1:1 (0:0) | Maguncia 05       | RheinEnergieStadion  | 13 de diciembre | 20:30 | Sky Sports |

| Colonia           | 0:3 (0:2) | Borussia Monchengladbach | RheinEnergieStadion | 25 de noviembre | 20:30 | Sky Sports |
| Borussia Dortmund | 2:0 (1:0) | Schalke 04               | Signal Iduna Park   | 26 de noviembre | 15:30 | Sky Sports |
| Núremberg         | 1:0 (1:0) | Kaiserslautern           | EasyCredit-Stadion  | 26 de noviembre | 15:30 | Sky Sports |
| Hoffenheim        | 1:1 (1:0) | Friburgo                 | Rhein-Neckar-Arena  | 26 de noviembre | 15:30 | Sky Sports |
| Augsburgo         | 2:0 (0:0) | Wolfsburgo               | SGL Arena           | 26 de noviembre | 15:30 | Sky Sports |
| Hertha Berlín     | 3:3 (2:1) | Bayer Leverkusen         | Olympiastadion      | 26 de noviembre | 15:30 | Sky Sports |
| Hannover 96       | 1:1 (0:0) | Hamburgo                 | AWD-Arena           | 26 de noviembre | 18:30 | Sky Sports |
| Werder Bremen     | 2:0 (0:0) | Stuttgart                | Weserstadion        | 27 de noviembre | 15:30 | Sky Sports |
| Maguncia 05       | 3:2 (1:0) | Bayern Múnich            | Coface Arena        | 27 de noviembre | 17:30 | Sky Sports |

| Bayer Leverkusen         | 2:0 (1:0) | Hoffenheim        | BayArena             | 2 de diciembre | 20:30 | Sky Sports |
| Bayern Múnich            | 4:1 (1:0) | Werder Bremen     | Allianz Arena        | 3 de diciembre | 15:30 | Sky Sports |
| Friburgo                 | 1:1 (0:1) | Hannover 96       | Mage Solar Stadion   | 3 de diciembre | 15:30 | Sky Sports |
| Kaiserslautern           | 1:1 (1:1) | Hertha Berlín     | Fritz Walter Stadion | 3 de diciembre | 15:30 | Sky Sports |
| Wolfsburgo               | 2:2 (2:0) | Maguncia 05       | Volkswagen Arena     | 3 de diciembre | 15:30 | Sky Sports |
| Borussia Mönchengladbach | 1:1 (0:1) | Borussia Dortmund | Borussia-Park        | 3 de diciembre | 15:30 | Sky Sports |
| Stuttgart                | 2:2 (2:1) | Colonia           | Mercedes-Benz Arena  | 3 de diciembre | 18:30 | Sky Sports |
| Hamburgo                 | 2:0 (1:0) | Núremberg         | Imtech Arena         | 4 de diciembre | 15:30 | Sky Sports |
| Schalke 04               | 3:1 (1:0) | Augsburgo         | Veltins-Arena        | 4 de diciembre | 17:30 | Sky Sports |

| Hertha Berlín     | 1:2 (1:2) | Schalke 04               | Olympiastadion      | 9 de diciembre  | 20:30 | Sky Sports |
| Werder Bremen     | 4:1 (2:0) | Wolfsburgo               | Weserstadion        | 10 de diciembre | 15:30 | Sky Sports |
| Maguncia 05       | 0:0 (0:0) | Hamburgo                 | Coface Arena        | 10 de diciembre | 15:30 | Sky Sports |
| Núremberg         | 0:2 (0:1) | Hoffenheim               | EasyCredit-Stadion  | 10 de diciembre | 15:30 | Sky Sports |
| Colonia           | 4:0 (1:0) | Friburgo                 | RheinEnergieStadion | 10 de diciembre | 15:30 | Sky Sports |
| Augsburgo         | 1:0 (0:0) | Borussia Mönchengladbach | SGL Arena           | 10 de diciembre | 15:30 | Sky Sports |
| Hannover 96       | 0:0 (0:0) | Bayer Leverkusen         | AWD-Arena           | 10 de diciembre | 18:30 | Sky Sports |
| Borussia Dortmund | 1:1 (1:0) | Kaiserslautern           | Signal Iduna Park   | 11 de diciembre | 15:30 | Sky Sports |
| Stuttgart         | 1:2 (1:1) | Bayern Múnich            | Mercedes-Benz Arena | 11 de diciembre | 17:30 | Sky Sports |

| Bayern Múnich            | 3:0 (0:0) | Colonia           | Allianz Arena        | 16 de diciembre | 20:30 | Sky Sports |
| Bayer Leverkusen         | 0:3 (0:2) | Núremberg         | BayArena             | 17 de diciembre | 15:30 | Sky Sports |
| Hamburgo                 | 1:1 (0:0) | Augsburgo         | Imtech Arena         | 17 de diciembre | 15:30 | Sky Sports |
| Friburgo                 | 1:4 (1:2) | Borussia Dortmund | Mage Solar Stadion   | 17 de diciembre | 15:30 | Sky Sports |
| Hoffenheim               | 1:1 (1:0) | Hertha Berlín     | Rhein-Neckar-Arena   | 17 de diciembre | 15:30 | Sky Sports |
| Wolfsburgo               | 1:0 (0:0) | Stuttgart         | Volkswagen Arena     | 17 de diciembre | 15:30 | Sky Sports |
| Schalke 04               | 5:0 (2:0) | Werder Bremen     | Veltins-Arena        | 17 de diciembre | 18:30 | Sky Sports |
| Kaiserslautern           | 1:1 (0:1) | Hannover 96       | Fritz Walter Stadion | 18 de diciembre | 15:30 | Sky Sports |
| Borussia Mönchengladbach | 1:0 (1:0) | Maguncia 05       | Borussia-Park        | 18 de diciembre | 17:30 | Sky Sports |

### Segunda rueda
| Borussia Mönchengladbach | 3:1 (2:0) | Bayern Múnich     | Borussia-Park        | 20 de enero | 20:30 | Sky Sports |
| Hoffenheim               | 0:0 (0:0) | Hannover 96       | Rhein-Neckar-Arena   | 21 de enero | 15:30 | Sky Sports |
| Schalke 04               | 3:1 (1:0) | Sttugart          | Mercedes-Benz Arena  | 21 de enero | 15:30 | Sky Sports |
| Wolfsburgo               | 1:0 (0:0) | Colonia           | Volkswagen Arena     | 21 de enero | 15:30 | Sky Sports |
| Friburgo                 | 1:0 (0:0) | Augsburgo         | Mage Solar Stadion   | 21 de enero | 15:30 | Sky Sports |
| Núremberg                | 2:0 (1:0) | Hertha Berlín     | EasyCredit-Stadion   | 21 de enero | 15:30 | Sky Sports |
| Kaiserslautern           | 0:0 (0:0) | Werder Bremen     | Fritz Walter Stadion | 21 de enero | 18:30 | Sky Sports |
| Hamburgo                 | 1:5 (0:2) | Borussia Dortmund | Imtech Arena         | 22 de enero | 15:30 | Sky Sports |
| Bayer Leverkusen         | 3:2 (2:0) | Maguncia 05       | BayArena             | 22 de enero | 17:30 | Sky Sports |

| Hannover 96       | 1:0 (1:0) | Núremberg                | AWD-Arena           | 27 de enero | 20:30 | Sky Sports |
| Bayern Múnich     | 2:0 (0:0) | Wolfsburgo               | Allianz Arena       | 28 de enero | 15:30 | Sky Sports |
| Werder Bremen     | 1:1 (0:0) | Bayer Leverkusen         | Weserstadion        | 28 de enero | 15:30 | Sky Sports |
| Hertha Berlín     | 1:2 (1:0) | Hamburgo                 | Olympiastadion      | 28 de enero | 15:30 | Sky Sports |
| Augsburgo         | 2:2 (1:1) | Kaiserslautern           | SGL Arena           | 28 de enero | 15:30 | Sky Sports |
| Borussia Dortmund | 3:1 (1:1) | Hoffenheim               | Signal Iduna Park   | 28 de enero | 15:30 | Sky Sports |
| Colonia           | 1:4 (1:0) | Schalke 04               | RheinEnergieStadion | 28 de enero | 18:30 | Sky Sports |
| Maguncia 05       | 3:1 (3:0) | Friburgo                 | Coface Arena        | 29 de enero | 15:30 | Sky Sports |
| Stuttgart         | 0:3 (0:1) | Borussia Mönchengladbach | Mercedes-Benz Arena | 29 de enero | 17:30 | Sky Sports |

| Núremberg        | 0:2 (0:1) | Borussia Dortmund        | EasyCredit-Stadion   | 3 de febrero | 20:30 | Sky Sports |
| Wolfsburgo       | 0:0 (0:0) | Borussia Mönchengladbach | Volkswagen Arena     | 4 de febrero | 15:30 | Sky Sports |
| Hoffenheim       | 2:2 (1:1) | Augsburgo                | Rhein-Neckar-Arena   | 4 de febrero | 15:30 | Sky Sports |
| Hertha Berlín    | 0:1 (0:0) | Hannover 96              | Olympiastadion       | 4 de febrero | 15:30 | Sky Sports |
| Schalke 04       | 1:1 (0:1) | Maguncia 05              | Veltins-Arena        | 4 de febrero | 15:30 | Sky Sports |
| Bayer Leverkusen | 2:2 (1:1) | Stuttgart                | BayArena             | 4 de febrero | 15:30 | Sky Sports |
| Hamburgo         | 1:1 (1:0) | Bayern Múnich            | Imtech Arena         | 4 de febrero | 18:30 | Sky Sports |
| Friburgo         | 2:2 (1:1) | Werder Bremen            | Mage Solar Stadion   | 5 de enero   | 15:30 | Sky Sports |
| Kaiserslautern   | 0:1 (0:0) | Colonia                  | Fritz Walter Stadion | 5 de enero   | 17:30 | Sky Sports |

| Wolfsburgo               | 3:2 (2:2) | Friburgo         | Volkswagen Arena    | 10 de febrero | 20:30 | Sky Sports |
| Bayern Múnich            | 2:0 (2:0) | Kaiserslautern   | Allianz Arena       | 11 de febrero | 15:30 | Sky Sports |
| Borussia Dortmund        | 1:0 (1:0) | Bayer Leverkusen | Signal Iduna Park   | 11 de febrero | 15:30 | Sky Sports |
| Werder Bremen            | 1:1 (0:1) | Hoffenheim       | Weserstadion        | 11 de febrero | 15:30 | Sky Sports |
| Maguncia 05              | 1:1 (1:0) | Hannover 96      | Coface Arena        | 11 de febrero | 15:30 | Sky Sports |
| Stuttgart                | 5:0 (4:0) | Hertha Berlín    | Mercedes-Benz Arena | 11 de febrero | 15:30 | Sky Sports |
| Borussia Monchengladbach | 3:0 (3:0) | Schalke 04       | Borussia-Park       | 11 de febrero | 18:30 | Sky Sports |
| Augsburgo                | 0:0 (0:0) | Núremberg        | SGL Arena           | 12 de febrero | 15:30 | Sky Sports |
| Colonia                  | 0:1 (0:0) | Hamburgo         | RheinEnergieStadion | 12 de febrero | 17:30 | Sky Sports |

| Hoffenheim       | 1:1 (1:1) | Maguncia 05              | Rhein-Neckar-Arena   | 17 de febrero | 20:30 | Sky Sports |
| Kaiserslautern   | 1:2 (0:2) | Borussia Mönchengladbach | Fritz Walter Stadion | 18 de febrero | 15:30 | Sky Sports |
| Hamburgo         | 1:3 (0:2) | Werder Bremen            | Imtech Arena         | 18 de febrero | 15:30 | Sky Sports |
| Núremberg        | 2:1 (1:0) | Colonia                  | EasyCredit-Stadion   | 18 de febrero | 15:30 | Sky Sports |
| Hertha Berlín    | 0:1 (0:0) | Borussia Dortmund        | Olympiastadion       | 18 de febrero | 15:30 | Sky Sports |
| Bayer Leverkusen | 4:1 (1:0) | Augsburgo                | BayArena             | 18 de febrero | 15:30 | Sky Sports |
| Friburgo         | 0:0 (0:0) | Bayern Múnich            | Mage Solar Stadion   | 18 de febrero | 18:30 | Sky Sports |
| Schalke 04       | 4:0 (2:0) | Wolfsburgo               | Veltins-Arena        | 19 de febrero | 15:30 | Sky Sports |
| Hannover 96      | 4:2 (2:0) | VfB Stuttgart            | AWD-Arena            | 19 de febrero | 17:30 | Sky Sports |

| Borussia Mönchengladbach | 1:1 (1:0) | Hamburgo         | Borussia-Park       | 24 de febrero | 20:30 | Sky Sports |
| Stuttgart                | 4:1 (2:1) | Friburgo         | Mercedes-Benz Arena | 25 de febrero | 15:30 | Sky Sports |
| Maguncia 05              | 4:0 (3:0) | Kaiserslautern   | Coface Arena        | 25 de febrero | 15:30 | Sky Sports |
| Wolfsburgo               | 1:2 (0:1) | Hoffenheim       | Volkswagen Arena    | 25 de febrero | 15:30 | Sky Sports |
| Colonia                  | 0:2 (0:1) | Bayer Leverkusen | RheinEnergieStadion | 25 de febrero | 15:30 | Sky Sports |
| Augsburgo                | 3:0 (0:0) | Hertha Berlín    | SGL Arena           | 25 de febrero | 15:30 | Sky Sports |
| Werder Bremen            | 0:1 (0:0) | Núremberg        | Weserstadion        | 25 de febrero | 18:30 | Sky Sports |
| Bayern Múnich            | 2:0 (1:0) | Schalke 04       | Allianz Arena       | 26 de febrero | 15:30 | Sky Sports |
| Borussia Dortmund        | 3:1 (1:0) | Hannover 96      | Signal Iduna Park   | 26 de febrero | 17:30 | Sky Sports |

| Hertha Berlín     | 1:0 (0:0) | Werder Bremen            | Olympiastadion       | 3 de marzo | 15:30 | Sky Sports |
| Hamburgo          | 0:4 (0:2) | Stuttgart                | Imtech Arena         | 3 de marzo | 15:30 | Sky Sports |
| Kaiserslautern    | 0:0 (0:0) | Wolfsburgo               | Fritz Walter Stadion | 3 de marzo | 15:30 | Sky Sports |
| Bayer Leverkusen  | 2:0 (0:0) | Bayern Múnich            | BayArena             | 3 de marzo | 15:30 | Sky Sports |
| Hannover 96       | 2:2 (1:1) | Augsburgo                | AWD-Arena            | 3 de marzo | 15:30 | Sky Sports |
| Friburgo          | 2:1 (1:0) | Schalke 04               | Mage Solar Stadion   | 3 de marzo | 15:30 | Sky Sports |
| Borussia Dortmund | 2:1 (1:0) | Maguncia 05              | Signal Iduna Park    | 3 de marzo | 18:30 | Sky Sports |
| Núremberg         | 1:0 (0:0) | Borussia Mönchengladbach | EasyCredit-Stadion   | 4 de marzo | 15:30 | Sky Sports |
| Hoffenheim        | 1:1 (1:0) | Colonia                  | Rhein-Neckar-Arena   | 4 de marzo | 17:30 | Sky Sports |

| Stuttgart                | 0:0 (0:0) | Kaiserslautern    | Mercedes-Benz Arena | 9 de marzo  | 20:30 | Sky Sports |
| Wolfsburgo               | 3:2 (2:1) | Bayer Leverkusen  | Volkswagen Arena    | 10 de marzo | 15:30 | Sky Sports |
| Maguncia 05              | 2:1 (2:0) | Núremberg         | Coface Arena        | 10 de marzo | 15:30 | Sky Sports |
| Borussia Mönchengladbach | 0:0 (0:0) | Friburgo          | Borussia-Park       | 10 de marzo | 15:30 | Sky Sports |
| Bayern Múnich            | 7:1 (5:0) | Hoffenheim        | Allianz Arena       | 10 de marzo | 15:30 | Sky Sports |
| Colonia                  | 1:0 (1:0) | Hertha Berlín     | RheinEnergieStadion | 10 de marzo | 15:30 | Sky Sports |
| Augsburgo                | 0:0 (0:0) | Borussia Dortmund | SGL Arena           | 10 de marzo | 18:30 | Sky Sports |
| Werder Bremen            | 3:0 (1:0) | Hannover 96       | Weserstadion        | 11 de marzo | 15:30 | Sky Sports |
| Schalke 04               | 3:1 (3:1) | Hamburgo          | Veltins-Arena       | 11 de marzo | 17:30 | Sky Sports |

| Hoffenheim          | 1:2 (0:2) | Stuttgart                | Rhein-Neckar-Arena   | 16 de marzo | 20:30 | Sky Sports |
| Bayer 04 Leverkusen | 1:2 (0:1) | Borussia Mönchengladbach | BayArena             | 17 de marzo | 15:30 | Sky Sports |
| Borussia Dortmund   | 1:0 (1:0) | Werder Bremen            | Signal Iduna Park    | 17 de marzo | 15:30 | Sky Sports |
| Augsburgo           | 2:1 (1:1) | Maguncia 05              | SGL Arena            | 17 de marzo | 15:30 | Sky Sports |
| Hamburgo            | 1:3 (0:2) | Friburgo                 | Imtech Arena         | 17 de marzo | 15:30 | Sky Sports |
| Núremberg           | 1:3 (1:2) | Wolfsburgo               | EasyCredit-Stadion   | 17 de marzo | 15:30 | Sky Sports |
| Hertha Berlín       | 0:6 (0:3) | Bayern Múnich            | Olympiastadion       | 17 de marzo | 18:30 | Sky Sports |
| Kaiserslautern      | 1:4 (1:2) | Schalke 04               | Fritz Walter Stadion | 18 de marzo | 15:30 | Sky Sports |
| Hannover 96         | 4:1 (1:1) | Colonia                  | AWD-Arena            | 18 de marzo | 17:30 | Sky Sports |

| Wolfsburgo               | 2:1 (0:0) | Hamburgo          | Volkswagen Arena    | 23 de marzo | 20:30 | Sky Sports |
| Werder Bremen            | 1:1 (0:0) | Augsburgo         | Weserstadion        | 24 de marzo | 15:30 | Sky Sports |
| Maguncia 05              | 1:3 (0:1) | Hertha Berlín     | Coface Arena        | 24 de marzo | 15:30 | Sky Sports |
| Bayern Múnich            | 2:1 (1:0) | Hannover 96       | Allianz Arena       | 24 de marzo | 15:30 | Sky Sports |
| Friburgo                 | 2:0 (2:0) | Kaiserslautern    | Mage Solar Stadion  | 24 de marzo | 15:30 | Sky Sports |
| Borussia Mönchengladbach | 1:2 (1:0) | Hoffenheim        | Borussia-Park       | 24 de marzo | 15:30 | Sky Sports |
| Schalke 04               | 2:0 (1:0) | Bayer Leverkusen  | Veltins-Arena       | 24 de marzo | 18:30 | Sky Sports |
| Stuttgart                | 1:0 (0:0) | Núremberg         | Mercedes-Benz Arena | 25 de marzo | 15:30 | Sky Sports |
| Colonia                  | 1:6 (1:1) | Borussia Dortmund | RheinEnergieStadion | 25 de marzo | 17:30 | Sky Sports |

| Borussia Dortmund | 4:4 (1:0) | Stuttgart                | Signal Iduna Park    | 30 de marzo | 20:30 | Sky Sports |
| Augsburgo         | 2:1 (2:1) | Colonia                  | SGL Arena            | 31 de marzo | 15:30 | Sky Sports |
| Núremberg         | 0:1 (0:0) | Bayern Múnich            | EasyCredit-Stadion   | 31 de marzo | 15:30 | Sky Sports |
| Kaiserslautern    | 0:1 (0:1) | Hamburgo                 | Fritz Walter Stadion | 31 de marzo | 15:30 | Sky Sports |
| Werder Bremen     | 0:3 (0:1) | Maguncia 05              | Weserstadion         | 31 de marzo | 15:30 | Sky Sports |
| Bayer Leverkusen  | 0:2 (0:1) | Friburgo                 | BayArena             | 31 de marzo | 15:30 | Sky Sports |
| Hertha Berlín     | 1:4 (1:2) | Wolfsburgo               | Olympiastadion       | 31 de marzo | 18:30 | Sky Sports |
| Hannover 96       | 2:1 (0:0) | Borussia Mönchengladbach | AWD-Arena            | 1 de abril  | 15:30 | Sky Sports |
| Hoffenheim        | 1:1 (1:0) | Schalke 04               | Rhein-Neckar-Arena   | 1 de abril  | 17:30 | Sky Sports |

| Friburgo                 | 2:2 (0:2) | Núremberg         | Mage Solar Stadion   | 7 de abril | 15:30 | Sky Sports |
| Kaiserslautern           | 1:2 (0:1) | Hoffenheim        | Fritz Walter Stadion | 7 de abril | 15:30 | Sky Sports |
| Bayern Múnich            | 2:1 (1:1) | Augsburgo         | Allianza Arena       | 7 de abril | 15:30 | Sky Sports |
| Wolfsburgo               | 1:3 (0:1) | Borussia Dortmund | Volkswagen Arena     | 7 de abril | 15:30 | Sky Sports |
| Colonia                  | 1:1 (1:1) | Werder Bremen     | RheinEnergieStadion  | 7 de abril | 15:30 | Sky Sports |
| Stuttgart                | 4:1 (1:1) | Maguncia 05       | Mercedes-Benz Arena  | 7 de abril | 15:30 | Sky Sports |
| Borussia Mönchengladbach | 0:0 (0:0) | Hertha Berlín     | Borussia-Park        | 7 de abril | 18:30 | Sky Sports |
| Schalke 04               | 3:0 (1:0) | Hannover 96       | Veltins-Arena        | 8 de abril | 15:30 | Sky Sports |
| Hamburgo                 | 1:1 (1:0) | Bayer Leverkusen  | Imtech Arena         | 8 de abril | 17:30 | Sky Sports |

| Augsburgo         | 1:3 (1:2) | Stuttgart                | SGL Arena          | 10 de abril | 20:00 | Sky Sports |
| Maguncia 05       | 4:0 (3:0) | Colonia                  | Coface Arena       | 10 de abril | 20:00 | Sky Sports |
| Werder Bremen     | 2:2 (1:0) | Borussia Mönchengladbach | Weserstadion       | 10 de abril | 20:00 | Sky Sports |
| Hertha Berlín     | 1:2 (0:1) | Friburgo                 | Olympiastadion     | 10 de abril | 20:00 | Sky Sports |
| Bayer Leverkusen  | 3:1 (1:1) | Kaiserslautern           | BayArena           | 11 de abril | 20:00 | Sky Sports |
| Hannover 96       | 2:0 (1:0) | Wolfsburgo               | AWD-Arena          | 11 de abril | 20:00 | Sky Sports |
| Borussia Dortmund | 1:0 (0:0) | Bayern Múnich            | Signal Iduna Park  | 11 de abril | 20:00 | Sky Sports |
| Núremberg         | 4:1 (3:0) | Schalke 04               | EasyCredit-Stadion | 11 de abril | 20:00 | Sky Sports |
| Hoffenheim        | 4:0 (2:0) | Hamburgo                 | Rhein-Neckar-Arena | 11 de abril | 20:00 | Sky Sports |

| Stuttgart                | 4:1 (2:1) | Werder Bremen     | Mercedes-Benz Arena  | 13 de abril | 20:30 | Sky Sports |
| Kaiserslautern           | 0:2 (0:1) | Núremberg         | Fritz Walter Stadion | 14 de abril | 15:30 | Sky Sports |
| Wolfsburgo               | 1:2 (1:1) | Augsburgo         | Volkswagen Arena     | 14 de abril | 15:30 | Sky Sports |
| Schalke 04               | 1:2 (1:1) | Borussia Dortmund | Veltins-Arena        | 14 de abril | 15:30 | Sky Sports |
| Bayer Leverkusen         | 3:3 (1:0) | Hertha Berlín     | BayArena             | 14 de abril | 15:30 | Sky Sports |
| Hamburgo                 | 1:0 (1:0) | Hannover 96       | Imtech Arena         | 14 de abril | 15:30 | Sky Sports |
| Bayern Múnich            | 0:0 (0:0) | Maguncia 05       | Allianz Arena        | 14 de abril | 18:30 | Sky Sports |
| Borussia Mönchengladbach | 3:0 (1:0) | Colonia           | Borussia-Park        | 15 de abril | 15:30 | Sky Sports |
| Friburgo                 | 0:0 (0:0) | Hoffenheim        | Mage Solar Stadion   | 15 de abril | 17:30 | Sky Sports |

| Maguncia 05       | 0:0 (0:0) | Wolfsburgo               | Coface Arena        | 20 de abril | 20:30 | Sky Sports |
| Núremberg         | 1:1 (0:0) | Hamburgo                 | EasyCredit-Stadion  | 21 de abril | 15:30 | Sky Sports |
| Hertha Berlín     | 1:2 (0:2) | Kaiserslautern           | Olympiastadion      | 21 de abril | 15:30 | Sky Sports |
| Colonia           | 1:1 (0:0) | Stuttgart                | RheinEnergieStadion | 21 de abril | 15:30 | Sky Sports |
| Hoffenheim        | 0:1 (0:0) | Bayer Leverkusen         | Rhein-Neckar-Arena  | 21 de abril | 15:30 | Sky Sports |
| Werder Bremen     | 1:2 (0:0) | Bayern Múnich            | Weserstadion        | 21 de abril | 15:30 | Sky Sports |
| Borussia Dortmund | 2:0 (1:0) | Borussia Mönchengladbach | Signal Iduna Park   | 21 de abril | 18:30 | Sky Sports |
| Augsburgo         | 1:1 (1:1) | Schalke 04               | SGL Arena           | 22 de abril | 15:30 | Sky Sports |
| Hannover 96       | 0:0 (0:0) | Friburgo                 | AWD-Arena           | 22 de abril | 17:30 | Sky Sports |

| Wolfsburgo               | 3:1 (1:1) | Werder Bremen     | Volkswagen Arena     | 28 de abril | 15:30 | Sky Sports |
| Bayer Leverkusen         | 1:0 (0:0) | Hannover 96       | BayArena             | 28 de abril | 15:30 | Sky Sports |
| Hamburgo                 | 0:0 (0:0) | Maguncia 05       | Imtech Arena         | 28 de abril | 15:30 | Sky Sports |
| Hoffenheim               | 2:3 (1:2) | Núremberg         | Rhein-Neckar-Arena   | 28 de abril | 15:30 | Sky Sports |
| Bayern Múnich            | 2:0 (1:0) | Stuttgart         | Allianz Arena        | 28 de abril | 15:30 | Sky Sports |
| Friburgo                 | 4:1 (1:0) | Colonia           | Mage Solar Stadion   | 28 de abril | 15:30 | Sky Sports |
| Borussia Mönchengladbach | 0:0 (0:0) | Augsburgo         | Borussia-Park        | 28 de abril | 15:30 | Sky Sports |
| Kaiserslautern           | 2:5 (1:3) | Borussia Dortmund | Fritz Walter Stadion | 28 de abril | 15:30 | Sky Sports |
| Schalke 04               | 4:0 (1:0) | Hertha Berlín     | Veltins-Arena        | 28 de abril | 15:30 | Sky Sports |

| Núremberg         | 1:4 (0:2) | Bayer Leverkusen         | EasyCredit-Stadion  | 5 de mayo | 15:30 | Sky Sports |
| Maguncia 05       | 0:3 (0:1) | Borussia Mönchengladbach | Coface Arena        | 5 de mayo | 15:30 | Sky Sports |
| Colonia           | 1:4 (0:1) | Bayern Múnich            | RheinEnergieStadion | 5 de mayo | 15:30 | Sky Sports |
| Werder Bremen     | 2:3 (1:1) | Schalke 04               | Weserstadion        | 5 de mayo | 15:30 | Sky Sports |
| Augsburgo         | 1:0 (1:0) | Hamburgo                 | SGL Arena           | 5 de mayo | 15:30 | Sky Sports |
| Borussia Dortmund | 4:0 (4:0) | Friburgo                 | Signal Iduna Park   | 5 de mayo | 15:30 | Sky Sports |
| Hannover 96       | 2:1 (1:1) | Kaiserslautern           | AWD-Arena           | 5 de mayo | 15:30 | Sky Sports |
| Hertha Berlín     | 3:1 (1:0) | Hoffenheim               | Olympiastadion      | 5 de mayo | 15:30 | Sky Sports |
| Stuttgart         | 3:2 (0:1) | Wolfsburgo               | Mercedes-Benz Arena | 5 de mayo | 15:30 | Sky Sports |

### Play-offs de ascenso y descenso
El conjunto que culminó en el puesto 16° se enfrentará en partidos de ida y vuelta contra el tercero de la segunda división. El ganador en el resultado global, conseguirá un lugar en la Bundesliga 2012/13.
| 10 de mayo de 2012 20:30 (CET) | Hertha Berlín | 1:2 (1:0) | Fortuna Düsseldorf            | Estadio Olímpico, Berlín                                |                                                         |
|                                | Hubník 19'    | Reporte   | Bröker 64' · Ramos 71' (a.g.) | Asistencia: 68.041 espectadores Árbitro(s): Marco Fritz | Asistencia: 68.041 espectadores Árbitro(s): Marco Fritz |

| 15 de mayo de 2012 20:30 (CET) | Fortuna Düsseldorf         | 2:2 (1:1) | Hertha Berlín                | ESPRIT arena, Düsseldorf                                   |                                                            |
|                                | Beister 1' · Jovanović 59' | Reporte   | Ben-Hatira 22' · Raffael 85' | Asistencia: 51.000 espectadores Árbitro(s): Wolfgang Stark | Asistencia: 51.000 espectadores Árbitro(s): Wolfgang Stark |

## Campeón
| Bundesliga                           |
|                                      |
| Campeón Borussia Dortmund 8.° título |

## Goleadores

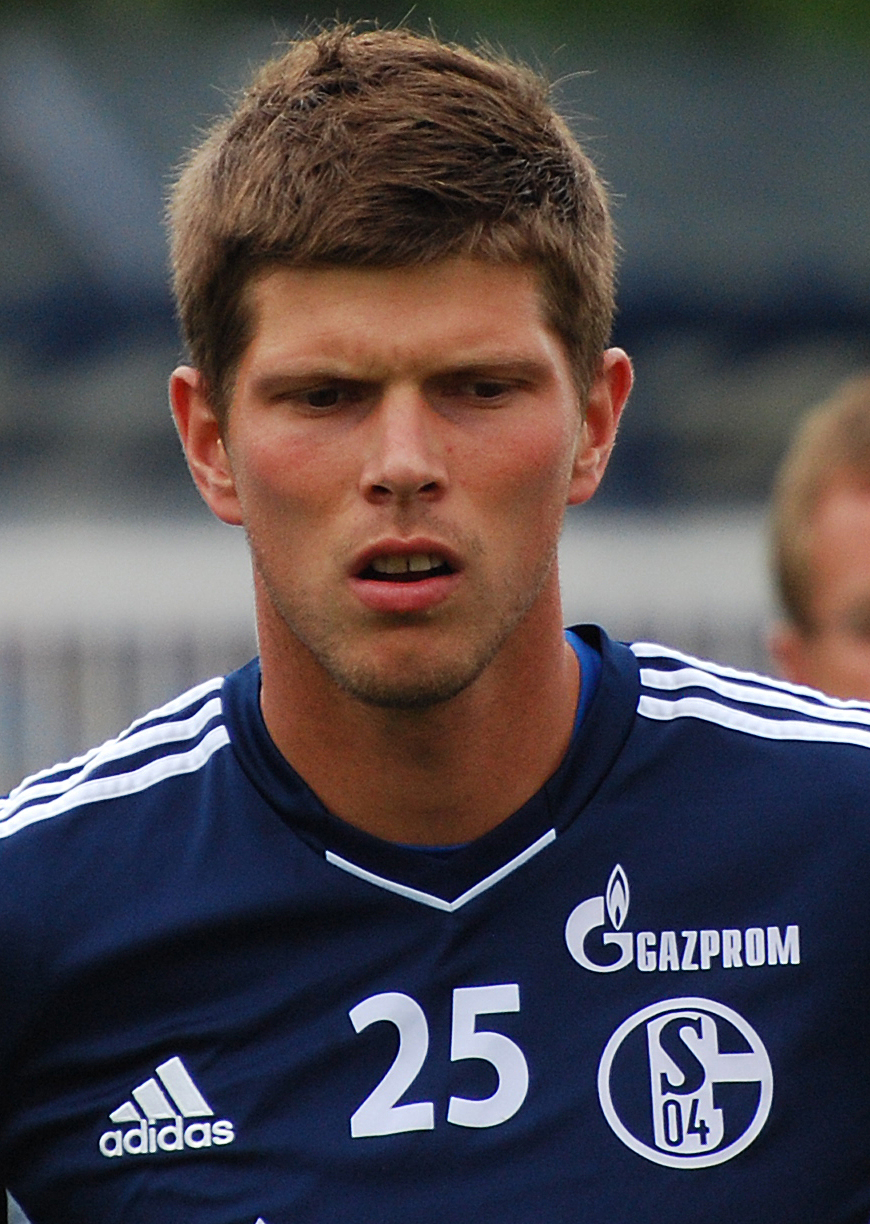
Huntelaar se coronó como el máximo artillero de la Bundesliga 2011/12.

| Klaas-Jan Huntelaar                     | Schalke 04               | 29 | 32 |
| Mario Gómez                             | Bayern Múnich            | 26 | 33 |
| Robert Lewandowski                      | Borussia Dortmund        | 22 | 34 |
| Claudio Pizarro                         | Werder Bremen            | 18 | 29 |
| Lukas Podolski                          | Colonia                  | 18 | 29 |
| Marco Reus                              | Borussia Mönchengladbach | 18 | 32 |
| Martin Harnik                           | Stuttgart                | 17 | 34 |
| Stefan Kießling                         | Bayer Leverkusen         | 16 | 34 |
| Raúl                                    | Schalke 04               | 15 | 32 |
| Vedad Ibišević                          | Hoffenheim/Stuttgart     | 13 | 25 |
| Shinji Kagawa                           | Borussia Dortmund        | 13 | 31 |
| Última actualización: 5 de mayo de 2012 |                          |    |    |

## Máximos asistentes

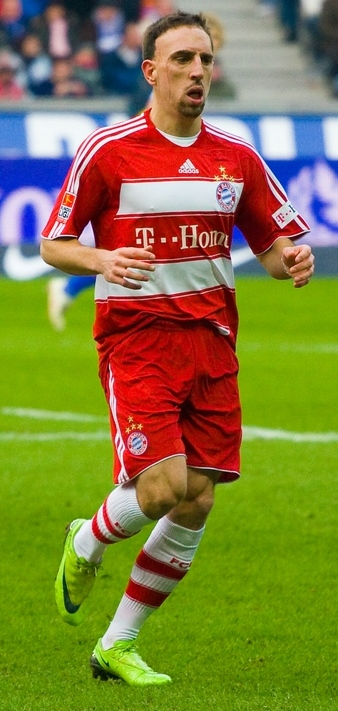
Ribéry fue el máximo asistente del torneo.

| Franck Ribéry                           | Bayern Múnich            | 12 | 32 |
| Juan Arango                             | Borussia Mönchengladbach | 11 | 34 |
| Shinji Kagawa                           | Borussia Dortmund        | 9  | 31 |
| Toni Kroos                              | Bayern Múnich            | 9  | 31 |
| Última actualización: 5 de mayo de 2012 |                          |    |    |

## Disciplina

### Jugadores con más tarjetas amarillas
| Jermaine Jones                          | Schalke 04     | 14 | 20 |
| Andreas Beck                            | Hoffenheim     | 13 | 31 |
| Sokratis Papastathopoulos               | Werder Bremen  | 11 | 30 |
| Markus Feulner                          | Núremberg      | 10 | 28 |
| Sérgio Pinto                            | Hannover 96    | 10 | 30 |
| Florian Dick                            | Kaiserslautern | 10 | 32 |
| Clemens Fritz                           | Werder Bremen  | 10 | 32 |
| David Jarolím                           | Hamburgo       | 9  | 22 |
| Christian Lell                          | Hertha Berlín  | 9  | 28 |
| Kyriakos Papadopoulos                   | Schalke 04     | 9  | 29 |
| Martin Lanig                            | Colonia        | 9  | 31 |
| Última actualización: 5 de mayo de 2012 |                |    |    |

### Jugadores con más tarjetas rojas
| Mišo Brečko                             | Colonia | 2 | 27 |
| Última actualización: 5 de mayo de 2012 |         |   |    |